# 46 Leonis Minoris
46 Leonis Minoris (46 LMi / HD 94264) è la stella più luminosa della costellazione del Leone Minore e, contrariamente al solito, non è catalogata con la lettera greca 
alfa. Viene chiamata anche Praecipua, la sua magnitudine apparente è 3,83 e dista dalla Terra circa 95 anni luce.

## Caratteristiche fisiche
Praecipua è una gigante arancione di classe spettrale è K0 III, con una massa del 50% superiore a quella solare, e un raggio 8 volte superiore. Con una temperatura superficiale di 
4690 è 32 volte più luminosa del Sole, mentre il contenuto di metalli, cioè elementi più pesanti dell'elio, è solo un terzo di quello presente nella nostra stella.